# Fipronilcrisis
De fipronilcrisis of de eiercrisis was een voedselschandaal dat aan het licht kwam in 2017. Kippeneieren en afgeleide producten in 45 landen bleken het voor de mens schadelijke insecticide fipronil te (kunnen) bevatten. Het feit dat deze voor mensen toxische stof niet systematisch door de Belgische en Nederlandse controleorganen werd opgespoord maar pas na een eigen interne controle door een Belgisch pluimveebedrijf werd ontdekt, lokte grote publiekelijke verontwaardiging uit. De laattijdige, gebrekkige en tegenstrijdige communicatie van zowel het Belgische Federaal Agentschap voor de Veiligheid van de Voedselketen (FAVV) als de Nederlandse Nederlandse Voedsel- en Warenautoriteit (NVWA) zorgde voor verwarring en onrust bij politici, consumenten(organisaties) en pluimveehouders.
De handel in eieren werd hierdoor ernstig getroffen.

## Feitenrelaas in België en Nederland
Door het Belgische Federaal Agentschap voor de Veiligheid van de Voedselketen (FAVV) is op 9 augustus 2017 vastgesteld dat de Nederlandse Voedsel- en Warenautoriteit (NVWA) al in november 2016 aan de verantwoordelijke minister de problemen rond fipronil en het gebruik ervan in de Nederlandse pluimveesector heeft gemeld zonder dat de NVWA dat toen publiekelijk heeft gemaakt. Volgens de NVWA had dat als reden dat er op dat moment geen of onvoldoende aanwijzingen waren voor acute risico's.
Op 1 juni 2017 bracht een Belgische pluimveehouder na eigen onderzoek het FAVV ervan op de hoogte dat er mogelijk problemen waren met het gebruik van fipronil in de pluimveehouderij. Het FAVV heeft naar aanleiding daarvan een onderzoek ingesteld. Op 2 juli werd fipronil gevonden bij een pluimveebedrijf in Sint-Niklaas. Een waarschuwing voor mogelijke besmetting van Nederlandse pluimveebedrijven was eerder al op 19 juni door het Belgische FAVV aan de Nederlandse NVWA doorgegeven, alsook dat met fipronil besmette eieren mogelijk al in 2016 in de handel waren.
Op 20 juli 2017 deed de Belgische Justitie een inval in Weelde, bij het bedrijf Poultry-Vision dat de fipronil aan het Barneveldse bedrijf Chickfriend had geleverd.
De Nederlandse Voedsel- en Warenautoriteit maakte op 22 juli 2017 bekend dat ze de verboden toepassing in de pluimveesector aan het onderzoeken was. Zeven bedrijven waren inmiddels geblokkeerd wegens besmetting van hun eieren met fipronil. Van drie daarvan werden de eieren teruggehaald bij de handel. Het voor kippenstallen toegestane bestrijdingsmiddel tegen bloedluis Dega 16, een natuurlijk product op basis van menthol en eucalyptus, bleek door Poultry-Vision te zijn vermengd met fipronil. De Nederlandse vof Chickfriend bleek willens en wetens dit mengsel te hebben gebruikt bij honderden pluimveebedrijven in Nederland, België en Duitsland. Als gevolg daarvan raakten de eieren daar besmet met fipronil.
Consumptie van die eieren werd na het ontdekken van de vervuiling door de instanties afgeraden, ze werden uit de verkoop genomen. De NVWA publiceerde op haar website een lijst van eicodes van de betrokken pluimveebedrijven.
In België stelden oppositiepartijen Groen en sp.a zich vragen bij de communicatie door het FAVV, dat in juni op de hoogte was van een Belgisch pluimveebedrijf dat mogelijk door een fipronilbesmetting was getroffen, maar dit nog wekenlang stilhield. Tijdens de in spoedzitting bijeengekomen Kamercommissies Landbouw en Volksgezondheid op 9 augustus stelde de Belgische minister van Landbouw Denis Ducarme dat België de Nederlandse Voedsel- en Warenautoriteit (NVWA) drie keer had aangemaand voor het informatie kreeg over Chickfriend en dat dit de eerder opgelopen vertraging in het onderzoek verklaarde.
Circa tweehonderd bedrijven, 20% van het totaal, worden door de NVWA in Nederland maandenlang geblokkeerd en honderden miljoenen eieren worden in september 2017 nog steeds vernietigd. Ruim 1,5 miljoen kippen werden geruimd. In een brief aan de Tweede Kamer op 10 augustus schreven minister Schippers en staatssecretaris Van Dam dat het kabinet bewust geen melding had gemaakt van een melding bij de NVWA in november 2016 tijdens een bevraging door de Kamer een week eerder, omdat de tip deel uitmaakte van een al lopend strafrechtelijk onderzoek.
Op 11 augustus 2017 werd de woning van Nick H., een van de verdachten en tevens tipgever, door de politie doorzocht. Nick H. is de eigenaar van Pro-farma, een groothandel in chemicaliën bestemd voor de bio-industrie. Op dezelfde dag pakte de NVWA de beide bestuurders van Chickfriend op en doorzocht diverse panden. De NVWA publiceerde tevens het "Advies volksgezondheidsrisico's fipronil, deel 1 ei en ei-producten".
Op 23 augustus 2017 gaf de Nederlandse regering aan oud-minister Winnie Sorgdrager opdracht om de fipronilcrisis te onderzoeken. De onderzoeksopzet werd op 11 september in detail aan de Tweede Kamer gezonden. De onderzoeksvragen werden al in detail in 4 hoofdstukken geformuleerd. Ook de NCAE, de Nederlandse Controle Autoriteit Eieren, moet worden onderzocht. De Nederlandse Onderzoeksraad voor Veiligheid startte op 8 augustus al een eigen onafhankelijk onderzoek.
Op 13 september bracht de NVWA een tussenstand naar buiten. 271 stallen waren vrijgegeven omdat kippen en eieren fipronilvrij zijn, 114 stallen waren geruimd en 226 stallen waren geblokkeerd: die mogen (nog) geen kippen en broedeieren verkopen.
De Wageningen Universiteit heeft berekend dat de fipronilcrisis de pluimveehouders ongeveer 70 miljoen euro heeft gekost en dat de supermarkten en aanverwante bedrijven nog eens 7 à 8 miljoen schade hebben geleden.
Op 13 december 2017 daagde LTO de NVWA voor de rechter wegens nalatigheid. Het uiteindelijke doel is de 70 miljoen schade te verhalen. Op 25 juni 2018 concludeerde de speciaal ingestelde commissie-Sorgdrager dat alle instanties hadden gefaald. Vooral de NVWA wordt verweten interne signalen niet te hebben opgepikt en tot ver na het uitbreken van de crisis besmette eieren in de schappen te hebben toegelaten. De rechtbank in Den Haag echter sprak op 10 juli 2019 de NVWA volledig vrij van falend toezicht. In hoger beroep ging het gerechtshof in Den Haag hierin mee.
Op 20 mei 2020 oordeelde de rechtbank Gelderland dat de spuitende bedrijven Chickfriend en Chickclean wel schadeplichtig waren. De twee leiders van de twee bedrijven hoorden 10 maart 2021 in de rechtbank te Zwolle twee jaar gevangenisstraf tegen zich eisen, waarvan zes maanden voorwaardelijk met een proeftijd van drie jaar. Daarnaast werd een beroepsverbod voor drie jaar geëist. Op 12 april 2021 werden de twee veroordeeld tot een jaar gevangenisstraf. Daarnaast werd 370.000 euro aan criminele winst ontnomen van Chickfriend en Chickclean en hun eigenaren.

## Belgische Fipronilwet
De Belgische federale regering besloot haar kippenboeren met 21,8 miljoen euro te compenseren. De EU ging hiermee akkoord.
Op 21 november 2017 ondertekende koning Filip de Fipronilwet, die op 9 november unaniem was goedgekeurd door de Kamer van volksvertegenwoordigers. Artikel 1 van deze wet omschrijft de fipronilcrisis als het geheel van buitengewone gebeurtenissen verbonden met de infiltratie van fipronil in de pluimveeketen, in België vastgesteld in 2017, en de maatregelen die de overheid ingevolge deze vaststelling heeft genomen om te beletten dat potentieel gecontamineerde, voor menselijke consumptie of vervoedering bestemde producten van dierlijke oorsprong in de handel komen of blijven of om in het belang van de volksgezondheid te zorgen voor de vernietiging van dieren of producten die werden geblokkeerd. Het koninklijk besluit ter uitvoering van deze wet volgde op 17 december en werd ondertekend door koning Filip, minister van Landbouw Denis Ducarme (MR) en minister van Justitie Koen Geens (CD&V).

## Situatie in andere landen
Ook Duitsland werd getroffen door het schandaal. Volgens het ministerie van Landbouw waren "minstens drie miljoen besmette eieren" geleverd aan bedrijven in het land. Supermarktketens als REWE en Aldi haalden verdachte eieren uit de winkelrekken.
Op 11 augustus 2017 bleken in nog eens tientallen landen besmette eieren te zijn aangetroffen, waaronder Zwitserland en China (Hongkong). Begin september 2017 werden 45 landen gerapporteerd, waaronder 26 landen binnen de EU.
Het Zuid-Koreaanse ministerie van Landbouw meldde op 14 augustus dat verhoogde concentraties fipronil in eieren werden vastgesteld. Deze eieren bleken afkomstig te zijn van leghenbedrijven uit Cheorwon County en Namyangju, twee gebieden in de omgeving van de Zuid-Koreaanse hoofdstad Seoul.
Ook heeft de NVWA bevestigd dat fipronil is aangetroffen in geïmporteerde eieren uit Polen en dat die in Nederland worden gebruikt in onder andere restaurants en in Poolse winkels worden verkocht.

## Waargenomen concentraties fipronil
De maximale residulimiet (MRL) voor fipronil op basis van VERORDENING (EU) Nr. 1127/2014 VAN DE COMMISSIE van 20 oktober 2014 is 0,005 mg/kg voor eieren. Dit is de productnorm voor eieren. Voor het in werking treden op 1 januari 2016 van de strengere normen betreffende fipronil bedroeg deze MRL nog 0,015 mg/kg.
De veiligheidsnorm voor fipronil wordt bepaald door de Europese Autoriteit voor Voedselveiligheid (EFSA), die de aanvaardbare dagelijkse inname (ADI) heeft gezet op 0,0002 milligram fipronil per kilogram lichaamsgewicht en de acute referentiedosis (ARfD) op 0,009 milligram per kilogram lichaamsgewicht, of omgerekend 0,72 mg fipronil voor een volwassen persoon van 80 kg. Een gemiddeld kippenei weegt rond de 66 gram, een kilogram eieren bevat dus ongeveer 15 eieren.
Volgens diverse toxicologen in België en Nederland is de kans op gezondheidsproblemen na consumptie van met fipronil verontreinigde eieren klein en heeft men bij een normale consumptie (maximaal 8 eieren per dag) niets te vrezen. Toch zouden eieren met een fipronilgehalte hoger dan 0,72 mg/kg negatieve gezondheidseffecten kunnen hebben. In augustus 2017 meldden de NVWA en het FAVV dat zowel in België als in Nederland een lot van eieren werd aangetroffen waarvan de kritische grenswaarde van 0,72 milligram per kilogram ei was overschreden. In dezelfde maand werd in Italië een partij Roemeense eieren met een concentratie van 1,20 mg per kg ei aangetroffen. Volgens het Italiaanse ministerie van Volksgezondheid vormde dit een "serieus risico" voor de volksgezondheid.

## Trivia
Als gevolg van het lange tijd wegvallen van 20% van de productiecapaciteit in vooral Nederland, stegen de prijzen met 100% in oktober 2017. Daarna zette de prijs een gestage daling in maar bleef lange tijd verhoogd.